# 16 Arietis
Désignations
16 Arietis est une étoile de la constellation du Bélier. 16 Arietis est sa désignation de Flamsteed. Elle a une magnitude apparente de 6,01. Basé sur le décalage annuel de la parallaxe de 6,39 ± 0,05 mas, elle se situe à une distance d'environ ∼ 510 a.l. (∼ 156 pc) de la Terre. Elle s'en rapproche à une vitesse radiale héliocentrique de −15 km/s. La luminosité de l'étoile est diminuée de 0,40 magnitude en raison de l'extinction créée par le gaz et la poussière interstellaires. C'est une étoile géante rouge évoluée de type spectral K3III.